# Cròniques de la Torre
Cròniques de la Torre és una saga de fantasia creada per l'autora valenciana Laura Gallego García (Quart de Poblet, 1977), més coneguda per ser autora de Memòries d'Idhun. L'escenari principal és la Torre, una escola de bruixeria situada a la Vall dels llops. La tetralogia està formada per quatre llibres que van ser traduïdes al català per Ferran Gibert i Álvarez.
- La Vall dels Llops, traducció d'El Valle de los Lobos[2]
- La maledicció del Mestre, traducció de La maldición del maestro[3][4]
- La crida dels morts, traducció de La llamada de los muertos[5]
- Fenris, l'elf, traducció de Fenris, el Elfo[6]